# Яхагі (крейсер)

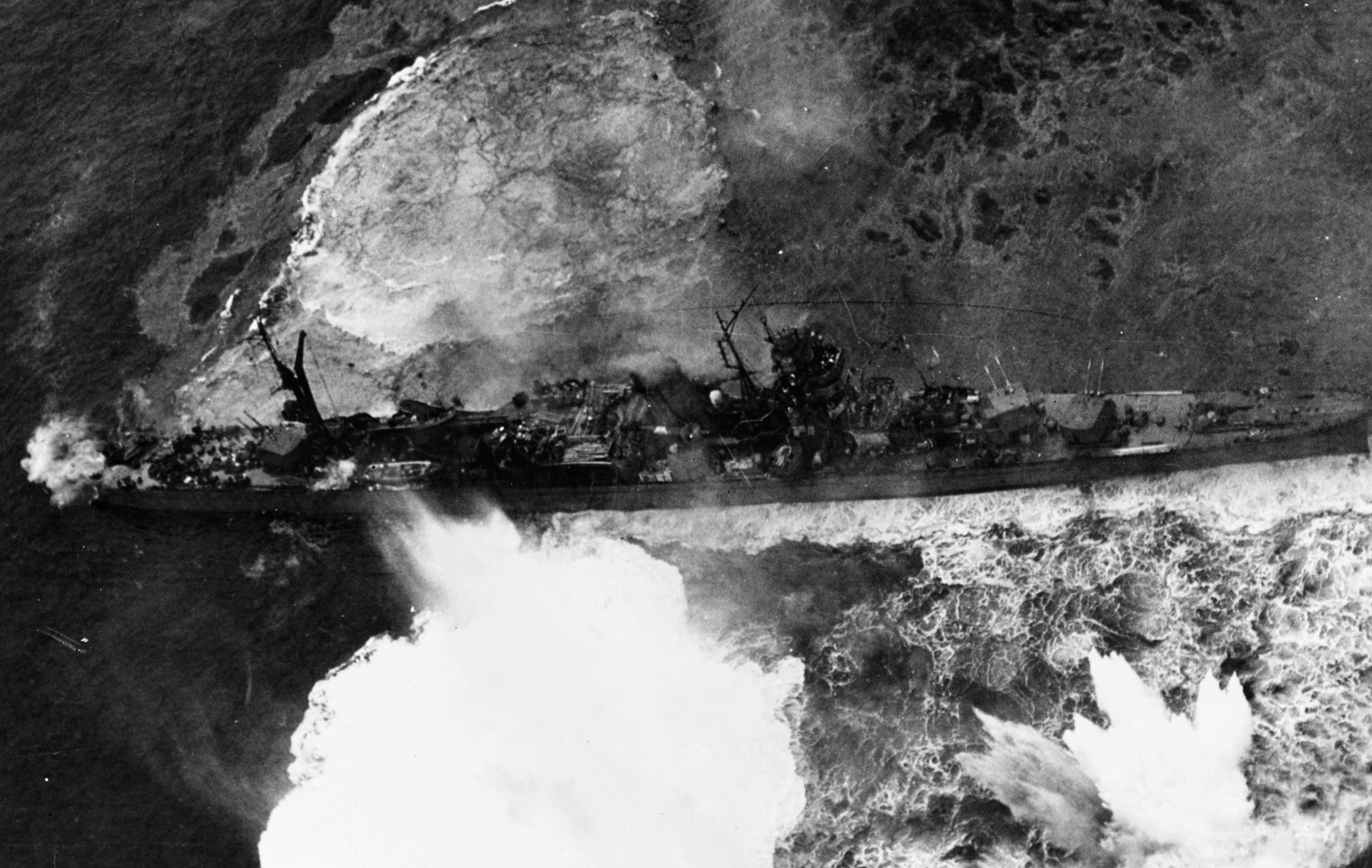
«Яхагі» під атакою авіації 7 квітня 1945

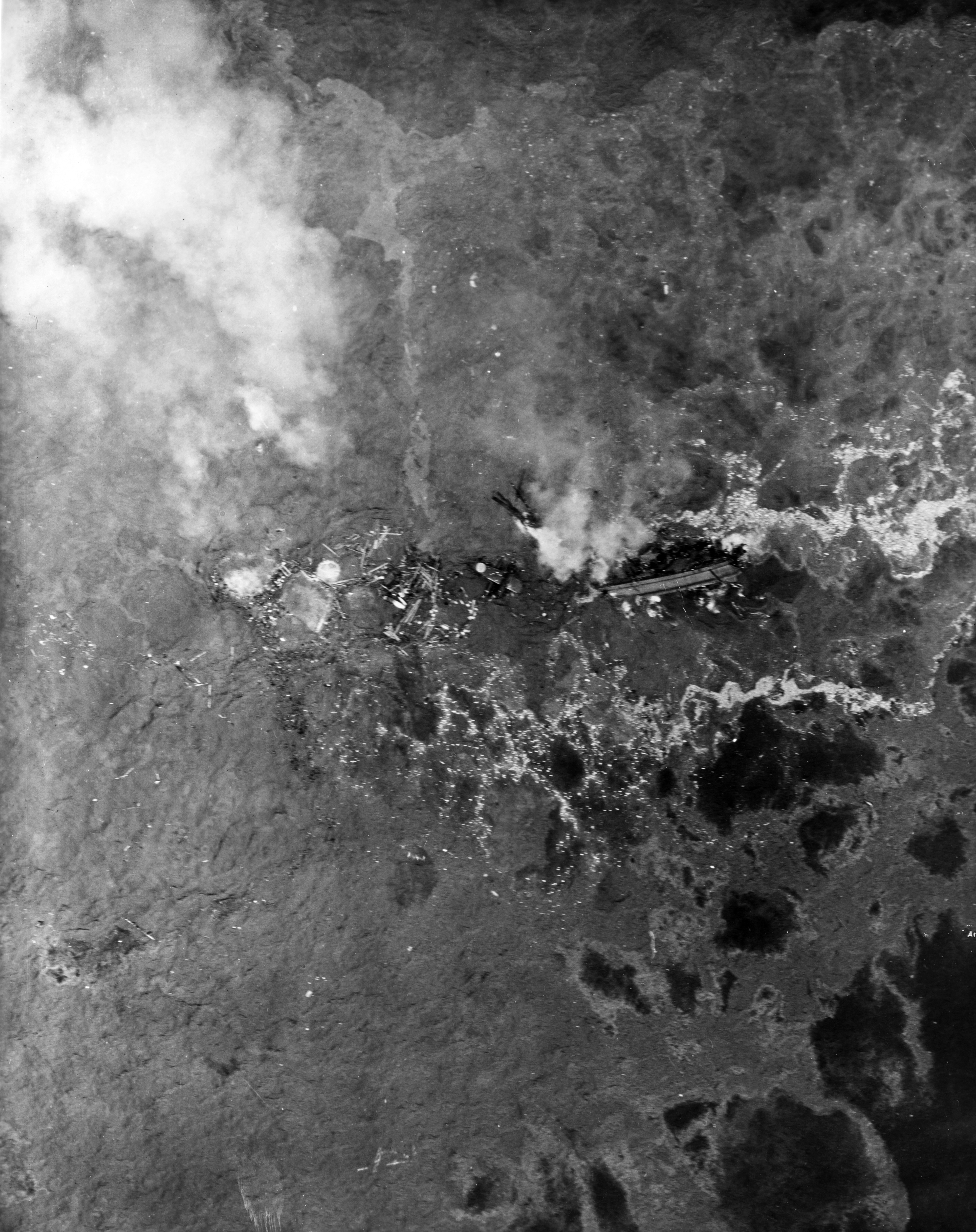
«Яхагі» тоне

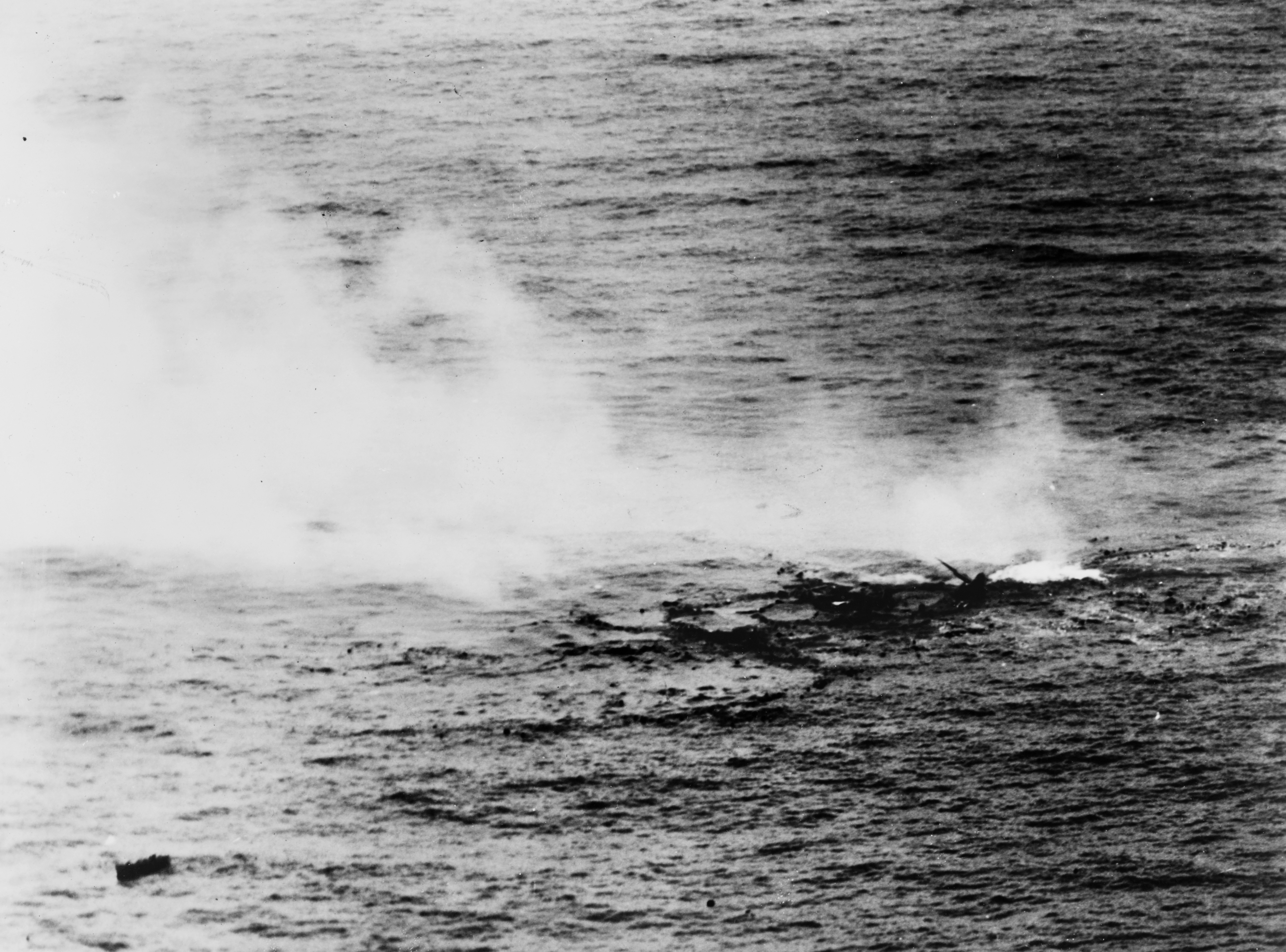
Уламки «Яхагі» після потоплення

Яхагі (Yahagi, яп. 矢矧) — легкий крейсер Імперського флоту Японії, який брав участь у Другій світовій війні.
Корабель, який відносився до крейсерів типу «Агано», спорудили у 1943 році на верфі ВМФ у Сасебо.
29 грудня 1943-го Яхагі був завершений та визначений як флагманський корабель 10-ї ескадри ескадрених міноносців. Протягом січня він провадив тренування у водах Японії, а потім пройшов перше підсилення зенітного озброєння, після чого воно стало нараховувати вісім строєних та вісім одинарних установок 25-мм зенітних автоматів.
6—13 лютого 1944-го Яхагі разом з 5 есмінцями супроводжував 2 авіаносця та важкий крейсер з Японії до Сінгапуру, після чого Яхагі залишився в цьому районі на якірній стоянці Лінгга. Невдовзі сюди прибули головні сили флоту — на той час дії підводних човнів на комунікаціях вкрай ускладнили доставку палива до Японії, що призвело до рішення базувати їх поблизу від районів нафтовидобутку.
11—15 травня 1944-го Яхагі брав участь у супроводі флоту з Лінгга до Таві-Таві (поблизу центрів нафтовидобутку на сході Борнео). 12 червня американці розпочали операцію по оволодінню Маріанськими островами, які розглядались японським командуванням як складова частина основного оборонного периметра імперії. Головні сили японського флоту вийшли для контратаки, проте зазнали важкої поразки в битві 19—20 червня у Філіппінському морі. Під час цих подій Яхагі разом з 7 есмінцями забезпечував охорону загону «А», при цьому ескорт не зміг захистити головні кораблі від підводних човнів, які 19 червня потопили 2 із 3 авіаносців. Яхагі взяв участь у порятунку вцілілих моряків з цих кораблів. 22 червня крейсер прибув на Окінаву, а 24 червня був у Внутрішньому Японському морі.
Наприкінці червня — на початку липня 1944-го Яхагі пройшов ремонт на верфі ВМФ у Куре, під час якого, зокрема, отримав дві додаткові строєні установки 25-мм зенітних автоматів.
8—20 липня 1944-го Яхагі разом з численними есмінцями супроводив головні сили флоту з Куре до якірної стоянки Лінгга, де залишався наступні кілька місяців. При цьому з 17 по 28 серпня корабель пройшов черговий короткочасний ремонт у Сінгапурі.
18 жовтня 1944-го головні сили японського флоту полишили Лінгга для підготовки до протидії неминучій ворожій атаці на Філіппіни. Вони пройшли через Бруней, після чого розділились на два з'єднання. Яхагі увійшов до ескорту головних сил адмірала Куріти, які 24 жовтня під час слідування через море Сібуян (внутрішня частина Філіппінського архіпелагу на південь від острова Лусон) стали ціллю для потужних ударів американської авіації. В цьому бою Яхагі отримав два прямі влучання бомбами, унаслідок чого його швидкість тимчасово знизилась до 22 вузлів. Далі Куріта вийшов до Тихого океану і 25 жовтня провів бій біля острова Самар з групою ескортних авіаносців. Після бою біля Самару розпочався відступ залишків японського флоту, перший етап якого знову пролягав через внутрішні моря Філіппін. 26 жовтня 1944-го в районі на захід від острова Панай з'єднання Куріти стало ціллю для повітряних атак, проте Яхагі не дістав нових пошкоджень. 28 жовтня корабель прибув до Брунею.
8 листопада 1944-го Яхагі разом з головними силами полишив Бруней, оскільки японське командування очікувало удару по цьому порту. Більшість кораблів вирушила перечікувати загрозливий період біля островів Спратлі, а 11 листопада повернулись до Брунею.
16 листопада 1944-го на тлі втрат 10-ту ескадру есмінців розформували, а Яхагі став флагманом 2-ї ескадри ескадрених міноносців.
16—23 листопада 1944-го Яхагі та 4 есмінці супроводжували 3 лінкори з Брунею до Куре (а від островів Спратлі до Мако їм також допомагали 2 ескортні есмінці), при цьому на переході унаслідок атаки підводного човна у Східнокитайському морі загинули 1 лінкор та 1 есмінець. З 24 листопада по 18 грудня 1944-го Яхагі пройшов ремонт у Сасебо, після чого 3,5 місяці перебував у Внутрішньому Японському морі із залишками головних сил.
6 квітня 1945-го Яхагі разом з 8 есмінцями вийшов для ескорту лінкора «Ямато», що вирушив у самогубну місію проти союзного флоту, який розпочав операцію на Окінаві. 7 квітня більшість загону разом з «Ямато» загинула від потужних атак авіації. Яхагі спершу поцілили авіаційною торпедою, після чого він втратив хід. Згодом крейсер уразили 12 бомб та ще 6 торпед і він затонув. Приблизно половину моряків з Яхагі підібрали есмінці «Хацусімо» та «Юкікадзе», проте 445 членів екіпажу загинули.